# Murtal
Murtal är ett distrikt i förbundslandet Steiermark i Österrike. Distriktet bildades 1 januari 2012 genom att distrikten Judenburg och Knittelfeld slogs samman.
Distriktet består av 20 kommuner, varav fyra stadskommuner och sju köpingskommuner:

Kommunerna i distriktet Murtal.

Stadskommuner (Stadtgemeinden):
- Judenburg
- Knittelfeld
- Spielberg
- Zeltweg

Köpingskommuner (Marktgemeinden):

- Kobenz
- Obdach
- Pöls-Oberkurzheim
- Pölstal
- Seckau
- Unzmarkt-Frauenburg
- Weißkirchen in Steiermark

Kommuner (Gemeinden):

- Fohnsdorf
- Gaal
- Hohentauern
- Lobmingtal
- Pusterwald
- Sankt Georgen ob Judenburg
- Sankt Marein-Feistritz
- Sankt Margarethen bei Knittelfeld
- Sankt Peter ob Judenburg